# Atherigona medleri
Atherigona medleri este o specie de muște din genul Atherigona, familia Muscidae, descrisă de Deeming în anul 1979.
Este endemică în Nigeria. Conform Catalogue of Life specia Atherigona medleri nu are subspecii cunoscute.